# Sindrome mielodisplasica
La definizione di sindromi mielodisplasiche (dette anche mielodisplasie) si riferisce ad un insieme di anomalie delle cellule midollari le cui manifestazioni principali sono citopenia periferica e disemopoiesi. Gli aspetti displastici sono indicatori per diagnosticare tale sindrome. È una patologia "al limite" della neoplasia, che rischia in assenza di trattamento di trasformarsi rapidamente in una forma grave di leucemia mieloide acuta.

## Epidemiologia
Si manifesta principalmente intorno alla quinta e sesta decade di età, raramente si riscontra in giovani.

## Eziologia
Le cause scatenanti per le forme primitive restano sconosciute. Più recentemente, sembra che delle situazioni in cui si abbia l'eccessiva stimolazione del recettore del Tumor Necrosis Factor alfa (TNF-α) possano contribuire ad una significativa proporzione di forme di mielodisplasia idiopatica. Ciò è stato dedotto dai risultati della terapia sperimentale su alcuni pazienti, trattati con un anticorpo monoclonale diretto contro il recettore del TNF-α, chiamato etanercept. Nel 2007 sono stati pubblicati dei risultati che sembrano validare l'ipotesi in cui il polimorfismo genetico dei recettori del TNF-α e del TGF-β sia positivamente associato con la comparsa di mielodisplasia.
Invece per quelle secondarie si osservano episodi di esposizione a determinate polveri con metalli pesanti tipo piombo e arsenico, alcuni pesticidi, solventi industriali (derivati del naftalene o dello xilene) ma anche a radiazioni ionizzanti.

## Classificazione
La classificazione morfologica delle sindromi mielodisplasiche si è ottenuta nel 1982 grazie a quello che sarà chiamato “classificazione FAB” (Franco-Americano-britannica), nata grazie all'impegno coordinato di vari paesi:
- Anemia refrattaria (AR), con blasti midollari inferiori al 5%
- Anemia refrattaria con sideroblasti ad anello (ARSA), con blasti midollari inferiori al 5% e presenza di sideroblasti che costituiscono il 15% dei precursori eritroidi midollari
- Anemia refrattaria con eccesso di blasti (AREB), con blasti midollari tra il 5% ed il 20% e blasti nel sangue periferico al 5%
- Anemia refrattaria con eccesso di blasti in trasformazione (AREB-t), con blasti midollari tra il 20% ed il 30% e blasti nel sangue periferico tra il 5% ed il 29%
- Leucemia mielomonocitica cronica (LMMC), con blasti midollari al 20%, blasti nel sangue periferico inferiori al 5%, e monociti superiori a 1000/mmc nel sangue periferico

La classificazione FAB dal 2014 non è più attuale, visto che per effettuare diagnosi di leucemia mieloide acuta basta già avere un numero di blasti in circolo al 20%, oggi viene utilizzata la classificazione WHO, così suddivisa:
- Anemia refrattaria (AR): suddivisa nelle forme con o senza sideroblasti ad anello

- Anemia refrattaria con eccesso di blasti (AREB): suddivisa nelle forme con meno o più del 10% di linfoblasti in circolo

- Citopenia refrattaria multilineare (RCMD)

- Sindrome con delezione del 5q

## Clinica

### Anemia
Mostra anemia sideropenica con sideremia non inferiore a 30 µg/dl, e tipica sintomatologia: pallore, stanchezza muscolare, dispnea da sforzo, tachicardia, scarso appetito, accresciuta sensibilità al freddo, dolore toracico, vertigini, assorbimento maggiore da parte del sistema digestivo. Oltre ai sintomi classici dell'anemia sopra descritti, la carenza di ferro può dare disturbi del comportamento, ridotta capacità di concentrazione nell'adulto e ridotto rendimento scolastico nel bambino. Nei casi più gravi possono comparire pervertimenti dell'appetito (picacismo), che si osservano ad esempio in gravidanza e 
Possono presentarsi inoltre manifestazioni a carico dei tessuti epiteliali quali ragadi, coilonichia (unghie sottili e fragili, incavate), caduta dei capelli, stomatite, glossite.
Prende il nome di sindrome di Plummer-Vinson la triade di sintomi costituita da glossite, disfagia, anemia. La disfagia e la glossite in questi casi sono sostenute appunto da una distrofia dell'epitelio che riveste la lingua e l'esofago.
L'anemia per essere tale deve avere basso dosaggio del ferro, anomalie dell'esame emocromocitometrico e della ferritina. L'emocromo può mostrare una riduzione del quantitativo di emoglobina oltre all'ematocrito al volume e spesso anche una riduzione del numero dei globuli rossi. Nelle forme croniche a lenta evoluzione il carattere distintivo di questa condizione è rappresentato dalla riduzione del volume (MCV) dei globuli rossi, che sono di dimensioni ridotte rispetto alla norma. Nella anemia sideropenica c'è sempre una diminuzione della sideremia e talvolta della ferritina. I livelli di transferrina possono essere invece elevati. Non sono presenti cause come scarso assorbimento di ferro o emorragie.
Oltre all'anemia sono presenti particolari segni clinici specifici.

### Segni clinici ed ematologici di mielodisplasia
I sintomi ed i segni clinici mostrano: anemia, neutropenia e trombocitopenia. 
Nel sangue o nel midollo osseo può essere individuata la presenza di cellule anomale. Comuni anomalie mielodisplasiche sono:
- Numero eccessivo di cellule ematiche in sviluppo nel midollo osseo (midollo osseo iperplastico o ipercellulare)

o al contrario
- Numero ridotto di cellule ematiche in sviluppo nel midollo osseo (midollo osseo ipoplastico o ipocellulare).
- Numero eccessivo di blasti, o cellule che non sono ancora mature
- Presenza di bastoncelli allungati chiamati corpi di Auer dovuti alla fusione di granuli azzurrofili anomali e vacuoli autofagici.
- Presenza di sideroblasti ad anello, precursori anomali dei globuli rossi caratterizzati da un “anello” di ferro.
- Malformazioni all'interno del citoplasma e dei nuclei, di cellule precursori dei globuli rossi e bianchi, e delle piastrine.

## Terapia
Fino a 30 anni fa, la sola terapia possibile per le mielodisplasie era la terapia con dosi elevate di steroidi (soprattutto androgeni e glucocorticoidi) atta ad impedire o ritardare la trasformazione maligna leucemica. Agli inizi degli anni '90, sono stati sperimentati elevati dosaggi (maggiore di 2 gr/die) di vitamina B6 o piridossina in certi gruppi selezionati di pazienti, più o meno in associazione ad uno steroide. Non tutti i pazienti hanno risposto in modo favorevole e nella maggior parte dei casi responsivi la trasformazione leucemica è stata solo ritardata, ma mai prevenuta.
La terapia odierna da adottare è basata sulle linee guida del trattamento specifico. è ad ampio raggio, presentando sia una terapia di supporto, a base trasfusionale di globuli rossi e piastrine, che su base farmacologica con ormoni, inibitori del recettore chinasico Flt3, della farnesiltransferasi e anti-angiogenetici per proteggere le persone dalla nascita di corpi tumorali, come la lenalidomide, arrivando all'uso della chemioterapia e in ultima istanza il trapianto del midollo osseo.
Diversi studi esplicitano una preferenza sull'uso aggressivo dei trattamenti. C'è stata infatti una corrente di pensiero che supportava l'ipotesi di un trattamento con basse dosi di citosina arabinoside (anti-metabolita che blocca la sintesi del DNA), chemioterapico anti-leucemico, associato ad agenti alchilanti quali il clorambucile. Tuttavia, la pericolosità di un agente alchilante (sul DNA) in una situazione in cui esistono già delle anomalie genetiche di fondo, dovrebbe scoraggiare ulteriori tentativi in tal senso.
È stata tentata anche la terapia "cito-differenziativa", con la quale si cerca di provocare la maturazione forzata dei blasti midollari pre-maligni. La esametilene-bisacetamide (HMBA), un solvente polare planare, ha mostrato un'efficacia limitata anche se i risultati sono stati ottenuti da una coorte di pazienti troppo piccola. Studi più larghi hanno contemplato l'impiego di altri agenti differenzianti, come l'acido retinoico, i derivati della vitamina D3 e la 5-azacitidina, da soli o accoppiati a basse dosi di citarabina. Questi agenti sembrano essere più efficaci, ma sono ancora largamente sotto studio per confermarne l'efficacia.
Nel caso di evoluzione leucemica, andrà trattata come tale patologia. Il trapianto di midollo osseo e il trapianto di cellule staminali ematopoietiche può comunque stabilizzare se non guarire le mielodisplasie.

## Prognosi
Le prospettive per le sindromi mielodisplastiche sono variabili, con circa il 30% dei pazienti che progrediscono verso una leucemia mieloide acuta refrattaria (la prognosi scende dal 60 % della AML a molto bassa). Il tempo medio di sopravvivenza alla mielodisplasia varia da anni a mesi, a seconda del tipo. Il trapianto di cellule staminali ematopoietiche offre una possibile cura, con tassi di sopravvivenza del 50% a 3 anni, anche se i pazienti più anziani ottengono scarsi risultati.
Indicatori di una buona prognosi: età più giovane; conta dei neutrofili o delle piastrine normale o moderatamente ridotta; basso numero di blasti nel midollo osseo (< 20%) e assenza di blasti nel sangue; nessun corpo di Auer; sideroblasti ad anello; cariotipi normali o misti senza anomalie cromosomiche complesse; e coltura di midollo “in vitro” con un modello di crescita non leucemico
Indicatori di una prognosi sfavorevole:
età avanzata; grave neutropenia o trombocitopenia; conteggio elevato di blasti nel midollo osseo (20-29%) o blasti nel sangue; presenza di corpi di Auer; assenza di sideroblasti ad anello; localizzazione anomala o precursori dei granulociti immaturi nella sezione del midollo osseo; criotipi completamente o prevalentemente anomali o anomalie cromosomiche complesse del midollo e coltura di midollo osseo "in vitro" con un modello di crescita leucemico
Fattori prognostici del cariotipo:
- Buono: normale, -Y, del(5q), del(20q)
- Intermedio o variabile: +8, altre anomalie singole o doppie
- Scarso: complesso (>3 aberrazioni cromosomiche); anomalie del cromosoma 7

L'IPSS è lo strumento più comunemente utilizzato nell'MDS per prevedere i risultati a lungo termine.
Le anomalie citogenetiche possono essere rilevate mediante citogenetica convenzionale, un pannello FISH per MDS o cariotipo virtuale.
La prognosi migliore si osserva in presenza di artrite reumatoide e la RARS (anemia refrattaria con sideroblasti ad anello), in cui alcuni pazienti non trapiantati vivono più di un decennio (tipicamente è dell'ordine di 3-5 anni, sebbene la remissione a lungo termine sia possibile se un trapianto di midollo osseo ha successo).
La prospettiva peggiore è con RAEB-T (anemia refrattaria con eccesso di blasti in trasformazione), dove l’aspettativa di vita media è inferiore a un anno. Circa un quarto dei pazienti sviluppa una leucemia conclamata. Gli altri muoiono per complicazioni derivanti da un basso numero di globuli rossi o da malattie non correlate. L'International Prognostic Scoring System è un altro strumento per determinare la prognosi della MDS, pubblicato su "Blood" nel 1997. Questo sistema tiene conto della percentuale di blasti nel midollo, della citogenetica e del numero di citopenie.